# Mars-la-Tour
Mars-la-Tour település Franciaországban, Meurthe-et-Moselle megyében. Lakosainak száma 885 fő (2022. január 1.). Mars-la-Tour Bruville, Hannonville-Suzémont, Puxieux, Sponville, Tronville, Ville-sur-Yron és Rezonville-Vionville községekkel határos.

## Népesség
A település népességének változása:
| Lakosok száma | 841  | 765  | 823  | 937  | 968  | 964  | 965  | 922  | 901  | 885  |
|               | 1968 | 1982 | 1990 | 2006 | 2013 | 2015 | 2017 | 2019 | 2020 | 2022 |